# Ioana Mihalache
 (décembre 2017).
Ioana Mihalache, née le 28 décembre 1990 est une  mannequin roumaine.

## Biographie
Elle participe à la sélection du concours miss Roumanie en 2012 (3e dauphine) et 2013 (1re dauphine).
Elle concourt à l'élection de Miss Terre 2013.
En 2017 elle devient miss Roumanie et participe de fait à l'élection de Miss Univers 2017.